# William Lewis Herndon
Pour les articles homonymes, voir William Lewis, Lewis et Herndon.
William Lewis Herndon (né le 25 octobre 1813 à Fredericksburg (Virginie) et mort dans l'océan Atlantique lors d'un naufrage le 12 septembre 1857), est un officier de marine et explorateur américain, commandant du SS Central America.
Le Herndon Monument (en), les USS Herndon, Herndon (Virginie) et Herndon (Pennsylvanie) furent nommés en son honneur.

## Sources
- (en) Cet article est partiellement ou en totalité issu de l’article de Wikipédia en anglais intitulé « William Lewis Herndon » (voir la liste des auteurs).
- (en) Thomas C. Reeves, Gentleman boss : the life of Chester Alan Arthur, Newtown, CT, American Political Biography Press, coll. « Signature series », 1991, 500 p., Revised edition (ISBN 978-0-945-70703-5, OCLC 25674707), p. 20
- Wilson, James Grant ; Fiske, John, eds. (1900), Herndon, William Lewis, Appletons' Cyclopædia of American Biography, New York: D. Appleton
- Dictionary of American Naval Fighting Ships
- Notices d'autorité :   - VIAF
  - ISNI
  - BnF (données)
  - IdRef
  - LCCN
  - GND
  - Japon
  - CiNii
  - Belgique
  - Pays-Bas
  - Israël
  - NUKAT
  - Portugal
  - WorldCat
- Ressource relative à la recherche :   - Biodiversity Heritage Library
- Notice dans un dictionnaire ou une encyclopédie généraliste :   - Britannica